# Engel (píseň)
Engel je singl skupiny Rammstein vydaný 1. dubna 1997. Byl oceněn zlatou deskou dvakrát. Obsahuje remixy songu Rammstein, skladbu Sehnsucht a samozřejmě Engel. Engel je pilotní singl alba Sehnsucht z roku 1997. Byl vydán také v raritnější Fan-verzi. Cover na tento singl byl focen když si skupina propůjčila model elektrického křesla, následně v něm byl vyfocen jednotlivě každý člen. Na normální verzi byl vybrán Richard Kruspe a na Fan-verzi Till Lindemann. Fotografem byl Olaf Klein, jenž fotil také například celý booklet alba Reise Reise (2004). Dívčí vokál ve skladbě Engel zpívá Bobo. Skladba má své místo na kompilaci Made in Germany 1995-2011.

## Seznam skladeb
1. Engel 04:23
2. Sehnsucht 04:02
3. Rammstein [Eskimos & Egypt Radio edit] 03:41
4. Rammstein [Eskimos & Egypt Instrumental edit] 03:27
5. Rammstein [Original] 04:25